# یولاق
ییلاق (ساوه)، روستایی از توابع بخش مرکزی شهرستان ساوه در استان مرکزی ایران است.این روستا به دلیل هوایی خنک و ییلاقی آن مرکز تفرج و تفریح و ویلاسازی مردم ساوه، تهران و استان مرکزی شده است. وجود رستورانهای لوکس و سنتی و همینطور سالنها و تالارهای عروسی ،گردشگران زیادی را به این روستای توریستی جذب کرده است.

## جمعیت
این روستا در دهستان نورعلی بیک قرار دارد و براساس سرشماری مرکز آمار ایران در سال ۱۳۸۵، جمعیت آن ۴۰ نفر (۱۴خانوار) بوده‌است.